# Casson
Casson is een gemeente in Frankrijk in het departement Loire-Atlantique in de regio Pays de la Loire. Casson telde op 1 januari 2022 2.600 inwoners.

## Geografie
De oppervlakte van Casson bedroeg op 1 januari 2022 16,15 vierkante kilometer; de bevolkingsdichtheid was toen 161 inwoners per km².

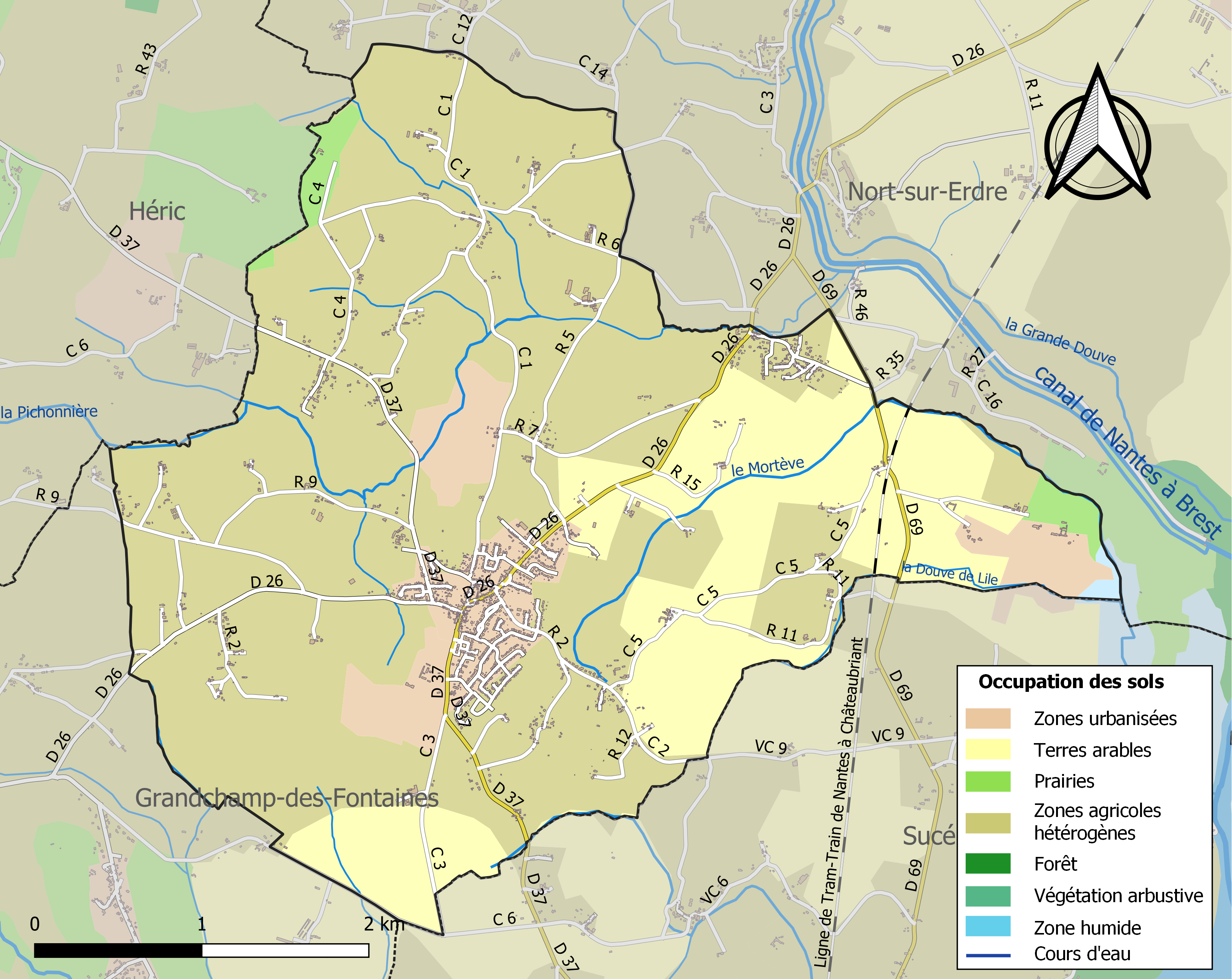
Kaart van de gemeente met de belangrijkste infrastructuur, bodemgebruik en omliggende gemeenten

## Demografie
Onderstaande figuur toont het verloop van het inwonertal (bron: INSEE-tellingen).